# Holland ved sommer-OL 2012
Holland deltog ved Sommer-OL 2012 i London som blev arrangeret i perioden 27. juli til 12. august 2012.

## Medaljer
| 2012 London | Guld | Sølv | Bronze | Total |
| Holland     | 6    | 6    | 8      | 20    |